# Liuva II
Liuva II dei Visigoti Liuva, anche in spagnolo, in catalano e in portoghese (583 – 603) è stato re dei Visigoti dal 601 fino alla sua morte.

## Origine
Secondo lo storico Rafael Altamira y Crevea Liuva era figlio del re dei Visigoti, Recaredo I e della sua prima moglie, Bauda, come conferma lo storico Salazar y Castro, nel suo Historia Genealógica de la Casa de Lara, Volume 1.
Secondo lo storico Giovanni di Biclaro nella sua Iohannis Abbatis Biclarensis Chronica Ermenegildo era il figlio primogenito del re dei visigoti Leovigildo e della sua prima consorte, Teodosia, che ancora secondo Salazar y Castro, era la figlia di Seberiano, governatore bizantino della provincia Cartaginense e della moglie, Teodora (Teodosia, hija de Seberiano Duque de Cartagena y de Teodora), ed era inoltre fratello dì Ermenegildo, fratello primogenito.

L'Europa nel 600; il regno dei Visigoti, durante il regno di Liuva II, occupava gran parte della penisola iberica e la Gotia, nella Gallia sud-occidentale

## Biografia
Suo padre Recaredo morì a Toledo, nel 601; secondo Isidoro di Siviglia morì in pace dopo avere regnato per quindici anni (Toleto fine pacifico transiit. Qui regnauit annos XV) e gli succedette Liuva.

Il Chronica Regum Visigotthorum cita Recaredo, confermando che fu re per quindici anni, sei mesi e dieci giorni (Reccaredus regnavit annos XV menses VI dies X); il Chronicon Albeldense conferma che Leovigildo regnò quindici anni, si convertì al cattolicesimo, combatté i Franchi e morì in pace di morte naturale a Toledo.
Il vescovo Isidoro di Siviglia scrive che dopo la morte del re Recaredo regnò per due anni suo figlio Liuva, nato da una madre ignobile, ma distinto da un carattere virtuoso.
Nella primavera del 602 Viterico, che nel 589 era stato uno dei cospiratori, con il vescovo di Merida Sunna, per ristabilire l'arianesimo ebbe il comando dell'esercito che avrebbe dovuto combattere i Bizantini.

Invece di impegnarsi contro i nemici Viterico, con parte dell'esercito e con l'appoggio di una parte della nobiltà visigota, nella primavera del 603 invase il palazzo reale e depose il giovane re; dopo averlo imprigionato gli fece tagliare la mano destra. Poi, nell'estate del 603, Liuva fu condannato a morte e ucciso nel suo ventesimo anno di età e nel secondo di regno, per paura di una ribellione a favore di Liuva in Settimania, secondo il Diccionario biográfico español, Real Academia de la Historia.

Il Chronica Regum Visigotthorum cita Liuva, confermando che fu re per due anni e sei mesi (Liuva regnavit annos II menses VI); il Chronicon Albeldense conferma che Liuva regnò due anni, fu ucciso da Viterico, che gli aveva amputato la mano destra e che gli succedette.
Sul trono gli succedette Viterico, come conferma Isidoro di Siviglia.

## Discendenza
Di Liuva II non si conosce il nome di una eventuale moglie e non si hanno notizie di alcun discendente.

### Fonti primarie
- (LA)  Chronica Regum Visigotthorum, España Sagrada Tomo II.
- (LA)  Isidori Historia Gothorum, Wandalorum, Sueborum, De origine Gothorum.
- (LA)  Anastasii abbatis opera omnia.
- (LA)  Monumenta Germaniae Historica, Auctorum antiquissimorum, tomus XI, Iohannis Abbatis Biclarensis Chronica.

### Letteratura storiografica
- Rafael Altamira, La Spagna sotto i Visigoti, in Storia del mondo medievale, vol. I, Garzanti, 1999,  pp. 743-779.
- (ES)  #ES Historia Genealógica de la Casa de Lara